# Mayet (fille de Montouhotep II)
Mayet est une jeune fille égyptienne de la XIe dynastie. Sa tombe a été retrouvée intacte en 1921 par une expédition américaine guidée par Herbert Eustis Winlock, elle se trouvait à l'arrière d'une structure à colonnes, au centre du complexe funéraire de Montouhotep II à Deir el-Bahari, derrière le bâtiment principal, ainsi que les tombes de cinq autres dames, toutes épouses de Montouhotep II et prêtresses d'Hathor : Kaouit, Henhenet, Kemsit, Sadeh et Ashayet. Sa relation avec le roi Montouhotep II ou avec l'une de ces dames est inconnue, on suppose généralement qu'elle était une fille du roi puisqu'elle avait environ cinq ans à sa mort.

## Sépulture
La sépulture de Mayet a été trouvée au fond d'un puits. La jeune fille a été placée dans un ensemble de deux cercueils. Le cercueil extérieur était un sarcophage en pierre calcaire sur lequel étaient inscrites des formules d'offrandes simples. Ce sarcophage était beaucoup plus grand que nécessaire, ce qui suggère qu'il ne lui était pas destiné, que sa mort était inattendue et qu'aucun arrangement n'avait été pris en prévision de celle-ci. Le cercueil intérieur était en bois et portait également des inscriptions avec des formules d'offrandes simples. Les deux sarcophages ont été fabriqués à l'origine pour une personne différente. Certains signes indiquent que le nom de Mayet a été modifié. Le corps de Mayet était enveloppé dans du lin et orné d'un masque de momie. Cinq colliers ont été retrouvés autour de son cou, dont certains en or et en argent.